# Karla Šitić
Karla Šitić (ur. 6 maja 1992 w Splicie) – chorwacka pływaczka, uczestniczka igrzysk olimpijskich w Londynie (2012).

## Igrzyska olimpijskie
Uczestniczyła w zawodach pływackich na igrzyskach w 2012 roku. Przystąpiła do wyścigu na 10 km kobiet na otwartym akwenie. Uzyskała czas 1:58:54,7 i zajęła 12. miejsce w końcowej klasyfikacji.